# Liste der Kulturdenkmale in Stendal
In der Liste der Kulturdenkmale in Stendal sind alle  Kulturdenkmale der Hansestadt Stendal und ihrer Ortsteile aufgelistet. Grundlage ist das Denkmalverzeichnis des Landes Sachsen-Anhalt, das auf Basis des Denkmalschutzgesetzes des Landes Sachsen-Anhalt vom 21. Oktober 1991 durch das Landesamt für Denkmalpflege und Archäologie Sachsen-Anhalt erstellt und seither laufend ergänzt wurde (Stand: 31. Dezember 2024).

## Kulturdenkmale nach Ortsteilen

### HansestadtStendal
| Lage | Bezeichnung                         | Beschreibung | Erfassungs- nummer | Ausweisungsart                   | Bild |
| --- | ----------------------------------- | --- | ------------------ | -------------------------------- | --- |
| Koordinaten fehlen! Hilf mit. | Wachturm                            | Wachturm 2024 als Denkmal ausgewiesen | 094 18926          | Baudenkmal                       | |
| Westlich des Uenglinger Tores (Karte) | Distanzstein                        | Distanzstein | 094 76603          | Kleindenkmal                     | Distanzstein |
| Altes Dorf (Karte) | Denkmal                             | Denkmal an den beiden Enden der Grünanlage | 094 17933          | Baudenkmal                       | Denkmal |
| Altes Dorf 1 (Karte) | Wohnhaus                            | | 094 75235          | Baudenkmal                       | Wohnhaus |
| Altes Dorf 3 (Karte) | Wohnhaus                            | | 094 75239          | Baudenkmal                       | Wohnhaus |
| Altes Dorf 6 (Karte) | Wohnhaus                            | | 094 75237          | Baudenkmal                       | Wohnhaus |
| Altes Dorf 12 (Karte) | Wohnhaus                            | | 094 75316          | Baudenkmal                       | Wohnhaus |
| Altes Dorf 13 (Karte) | Wohn- und Geschäftshaus             | | 094 75242          | Baudenkmal                       | Wohn- und Geschäftshaus |
| Altes Dorf 14 (Karte) | Ackerbürgerhaus Altes Dorf 14       | | 094 75243          | Baudenkmal                       | Ackerbürgerhaus Altes Dorf 14 |
| Altes Dorf 15 (Karte) | Wohnhaus                            | | 094 76398          | Baudenkmal                       | Wohnhaus |
| Altes Dorf 16 (Karte) | Wohnhaus                            | | 094 75244          | Baudenkmal                       | Wohnhaus |
| Altes Dorf 18 (Karte) | Gewerbehof                          | Gewerbehof | 094 17964          | Baudenkmal                       | Gewerbehof |
| Altes Dorf 19 (Karte) | Wohn- und Geschäftshaus             | Wohn- und Geschäftshaus | 094 75247          | Baudenkmal                       | Wohn- und Geschäftshaus |
| Altes Dorf 20 (Karte) | Wohn- und Geschäftshaus             | Wohn- und Geschäftshaus | 094 75248          | Baudenkmal                       | Wohn- und Geschäftshaus |
| Altes Dorf 22 (Karte) | Offizierskasino                     | Offizierskasino | 094 18102          | Baudenkmal                       | Offizierskasino |
| Altes Dorf 22, 40, Stadtmauer zwischen Uenglinger Tor und Wendstraße, Am Pulverturm: Pulverturm, Promenade am Pulverturm, Arneburger Straße 1a, 171, 171a, Jh.-Manns-Kreuz (bei, 1a), Ehemaliger Zwinger (WC-Häuschen, Trafogeb.), Beckstraße 4, 5, 6, 7, 8, 9, 10, Abschnitt innerhalb des ehemaligen Befestigungsrings, Brücke, Bruchweg: Partie innerhalb des Ostwalls, Fabrikstraße: äußere Böschung des Umflutgrabens, Grabenstraße: äußere Böschung des Umflutgrabens, Hospitalstraße: Promenade am Pulverturm, Im Tangermünder Tor 1, 2, 3, 4, Tangermünder Torturm, Ehemaliger Zwinger, In den Zinnen 1, 2, Stadtmauer zwischen Uenglinger Tor und Wendstraße, Wallanlage zwischen Uenglinger Tor und Wendstraße, Nicolaistraße 33, 34, 35, 36, 37, 38, Abschnitt innerhalb, des ehemaligen Befestigungsrings, Nordwall 80, Wallanlage zwischen Uenglinger Tor und Wendstraße, Nordwallhälfte zwischen Wendstraße und, Arneburger Straße, Ostwall: Ostwallareal (mit Teilen des Ostparks), OdFDenkmal, (im Ostpark I), Parkstraße: Abschnitt innerhalb des ehemaligen Befestigung (Karte) | Stadtbefestigung                    | | 094 76385          | Denkmalbereich                   | [[Vorlage:Bilderwunsch/code!/C:52.60922,11.85378!/D:Altes Dorf 22, 40, Stadtmauer zwischen Uenglinger Tor und Wendstraße, Am Pulverturm: Pulverturm, Promenade am Pulverturm, Arneburger Straße 1a, 171, 171a, Jh.-Manns-Kreuz (bei, 1a), Ehemaliger Zwinger (WC-Häuschen, Trafogeb.), Beckstraße 4, 5, 6, 7, 8, 9, 10, Abschnitt innerhalb des ehemaligen Befestigungsrings, Brücke, Bruchweg: Partie innerhalb des Ostwalls, Fabrikstraße: äußere Böschung des Umflutgrabens, Grabenstraße: äußere Böschung des Umflutgrabens, Hospitalstraße: Promenade am Pulverturm, Im Tangermünder Tor 1, 2, 3, 4, Tangermünder Torturm, Ehemaliger Zwinger, In den Zinnen 1, 2, Stadtmauer zwischen Uenglinger Tor und Wendstraße, Wallanlage zwischen Uenglinger Tor und Wendstraße, Nicolaistraße 33, 34, 35, 36, 37, 38, Abschnitt innerhalb, des ehemaligen Befestigungsrings, Nordwall 80, Wallanlage zwischen Uenglinger Tor und Wendstraße, Nordwallhälfte zwischen Wendstraße und, Arneburger Straße, Ostwall: Ostwallareal (mit Teilen des Ostparks), OdFDenkmal, (im Ostpark I), Parkstraße: Abschnitt innerhalb des ehemaligen Befestigung,!/\|BW]] |
| Altes Dorf 22, 40, Stadtmauer zwischen Uenglinger Tor und Wendstraße, In den Zinnen 1, 2 (Karte) | Stadtmauer                          | | 094 76391          | Baudenkmal                       | BW |
| Altes Dorf 23 (Karte) | Wohnhaus                            | | 094 75250          | Baudenkmal                       | Wohnhaus |
| Altes Dorf 24 (Karte) | Wohnhaus                            | | 094 75251          | Baudenkmal                       | Wohnhaus |
| Altes Dorf 26 (Karte) | Wohnhaus                            | | 094 75253          | Baudenkmal                       | Wohnhaus |
| Altes Dorf 27 (Karte) | Wohnhaus                            | | 094 75254          | Baudenkmal                       | Wohnhaus |
| Altes Dorf 30 (Karte) | Wohnhaus                            | | 094 75257          | Baudenkmal                       | Wohnhaus |
| Altes Dorf 31 (Karte) | Wohnhaus                            | | 094 75258          | Baudenkmal                       | Wohnhaus |
| Altes Dorf 32a (Karte) | Wohnhaus                            | | 094 75259          | Baudenkmal                       | Wohnhaus |
| Altes Dorf 33 (Karte) | Wohn- und Geschäftshaus             | | 094 75260          | Baudenkmal                       | Wohn- und Geschäftshaus |
| Altes Dorf 34 (Karte) | Wohnhaus                            | | 094 75261          | Baudenkmal                       | Wohnhaus |
| Altes Dorf 35 (Karte) | Wohnhaus                            | | 094 75262          | Baudenkmal                       | Wohnhaus |
| Altes Dorf 36 (Karte) | Wohnhaus                            | | 094 75263          | Baudenkmal                       | Wohnhaus |
| Altes Dorf, Am Dom, Am Pulverturm, Bierspünder, Birkenhagen, Bismarckstraße, Breite Straße, Bruchstraße, Brüderstraße, Deichstraße, Hallstraße, Hohe Bude, Hoock, Hospitalstraße, Jakobikirchhof, Karlstraße, Karnipp, Katzenstieg, Knochenstraße, Kornmarkt, Marienkirchstraße, Markt, Mittelstraße, Mönchenstab, Mönchskirchhof, Mühlenstraße, Neustraße, Ostwall, Petrikirchhof, Petrikirchstraße, Poststraße, Priesterstraße, Prinzengasse, Rathenower Straße, Rohrstraße, Schadewachten, Sidenbüdel, Stavenstraße, Südwall, Uchtstraße, Uppstall, Vogelstraße, Weberstraße, Wendstraße, Westwall, Winckelmannplatz, Winckelmannstraße, Wüste Worth | Altstadt                            | | 094 76618          | Denkmalbereich                   | |
| Altes Dorf 1, 2, 3, 4, 5, 6, 7, 8, 9, 10, 11, 12, 13, 14, 15, 16, 17, 18, 19, 20, 21, 22, 23, 24, 25, 26, 27, (Karte) | Altstadt                            | Altstadt | 094 76618 001      | Teilobjekt eines Denkmalbereichs | BW |
| Am Dom 1, 2, 3, 4, 5, 6, 7, 8, 9, 10, 11, 12, 13, 14, 15, 16, 17 (Karte) | Altstadt                            | Altstadt | 094 76618 002      | Teilobjekt eines Denkmalbereichs | BW |
| Am Pulverturm 1, 2, 3, 4, 5, 6, 7, 8, 9, 10, 11 (Karte) | Altstadt                            | Altstadt | 094 76618 003      | Teilobjekt eines Denkmalbereichs | BW |
| Bierspünder 1, 2, 3, 4, 5 (Karte) | Altstadt                            | Altstadt | 094 76618 004      | Teilobjekt eines Denkmalbereichs | BW |
| Birkenhagen 1, 2, 3, 4, 5, 8, 9, 10a, 10b, 11, 12, 13, 14, 15, 16, 17, 18, 19 (Karte) | Altstadt                            | Altstadt | 094 76618 005      | Teilobjekt eines Denkmalbereichs | BW |
| Bismarckstraße 1, 2, 3, 4, 5, 6, 7, 8, 9, 10, 11, 12, 13, 14, 15, 16, 17, 18, 19, 20, 21, 22, 23, 24, 25, 26, 27a, 27 (Karte) | Altstadt                            | Altstadt | 094 76618 006      | Teilobjekt eines Denkmalbereichs | BW |
| Breite Straße 1, 2, 3, 4, 5, 6, 7, 8, 9, 10, 11, 12, 13, 14, 15, 16, 17, 18, 20/21, 22, 23, 24, 25, 26, 27, 28, 29 (Karte) | Altstadt                            | Altstadt | 094 76618 007      | Teilobjekt eines Denkmalbereichs | BW |
| Bruchstraße 1, 2, 3, 4, 5, 6, 7, 8, 9, 10, 11, 12, 13, 14, 15, 16, 17, 18, 19, 20, 21, 22, 23, 24/25, 26, 27, 28 (Karte) | Altstadt                            | Altstadt | 094 76618 008      | Teilobjekt eines Denkmalbereichs | BW |
| Brüderstraße 3, 4, 5, 6, 7, 8, 9, 10, 11, 12, 13, 14, 15, 16, 17, 18, 19, 20, 21, 22, 23, 24, 25, 26, 27, 28, 29, (Karte) | Altstadt                            | Altstadt | 094 76618 009      | Teilobjekt eines Denkmalbereichs | Altstadt |
| Deichstraße 1, 2, 3, 4, 5, 6, 7, 8, 9, 10, 11, 12, 13, 14, 15, 16, 17, 18,19, 20, 21, 22, 23, 24, 25, 26, 28, 29 (Karte) | Altstadt                            | Altstadt | 094 76618 010      | Teilobjekt eines Denkmalbereichs | BW |
| Hallstraße 1, 2, 3, 4, 5, 6, 7, 8, 9, 10, 11, 12, 13, 14, 15, 16, 17, 18, 19, 20, 21, 22, 23, 24, 25, 26, 27, 2 (Karte) | Altstadt                            | Altstadt | 094 76618 011      | Teilobjekt eines Denkmalbereichs | BW |
| Hohe Bude 1, 2/3, 4, 5, 6, 7, 8, 9, 10, 11, 12, 13/14, 15 (Karte) | Altstadt                            | Altstadt | 094 76618 012      | Teilobjekt eines Denkmalbereichs | BW |
| Hoock 1, 2a, 2, 3, 4, 5, 6, 7, 8, 8b, 8a, 9, 10, 11, 12/13, 14, 15 (Karte) | Altstadt                            | Altstadt | 094 76618 013      | Teilobjekt eines Denkmalbereichs | BW |
| Hospitalstraße 1, 2 (Karte) | Altstadt                            | Altstadt | 094 76618 014      | Teilobjekt eines Denkmalbereichs | BW |
| Jakobikirchhof 1, 2, 3, 4, 5, 6, 7, 8, 9, 10 (Karte) | Altstadt                            | Altstadt | 094 76618 015      | Teilobjekt eines Denkmalbereichs | BW |
| Karlstraße 1, 1a, 1b, 2, 3, 4, 5, 6, 7, 8, 9, 10, 11, 12, 13, 14, 15, 16, 17, 18, 19, 19a, 20 (Karte) | Altstadt                            | Altstadt | 094 76618 016      | Teilobjekt eines Denkmalbereichs | BW |
| Karnipp 1/2, 3, 4, 5, 6, 7, 8, 9, 10, 11, 12, 13a, 13b, 14, 15, 16, 17, 18 (Karte) | Altstadt                            | Altstadt | 094 76618 017      | Teilobjekt eines Denkmalbereichs | BW |
| Katzenstieg (Karte) | Altstadt                            | Altstadt | 094 76618 018      | Teilobjekt eines Denkmalbereichs | BW |
| Knochenstraße 1, 2 (Karte) | Altstadt                            | Altstadt | 094 76618 019      | Teilobjekt eines Denkmalbereichs | BW |
| Kornmarkt 1, 2, 3, 4, 5, 6, 7, 8, 9, 10, 11, 12 (Karte) | Altstadt                            | Altstadt | 094 76618 020      | Teilobjekt eines Denkmalbereichs | BW |
| Marienkirchstraße 1, 2, 3, 4, 5, 6, 7, 8, 9 (Karte) | Altstadt                            | Altstadt | 094 76618 021      | Teilobjekt eines Denkmalbereichs | BW |
| Markt 1, 2, 3, 4, 5, 6, 7, 8, 9/10, 11, 12, 13, 14/15 (Karte) | Altstadt                            | Altstadt | 094 76618 022      | Teilobjekt eines Denkmalbereichs | Altstadt |
| Mittelstraße 1, 2/3, 6, 7, 10, 11, 12, 13, 14, 15 (Karte) | Altstadt                            | Altstadt | 094 76618 023      | Teilobjekt eines Denkmalbereichs | BW |
| Mönchenstab 1 (Karte) | Altstadt                            | Altstadt | 094 76618 024      | Teilobjekt eines Denkmalbereichs | BW |
| Mönchskirchhof 1, 2, 2c, 2b, 2a, 3, 4, 5, 6, 7 (Karte) | Altstadt                            | Altstadt | 094 76618 025      | Teilobjekt eines Denkmalbereichs | BW |
| Mühlenstraße 2, 3, 4, 5, 6, 7, 8, 9, 10, 11, 11a, 12, 13, 13b, 14, 15, 16, 17, 18, 19, 20 (Karte) | Altstadt                            | Altstadt | 094 76618 026      | Teilobjekt eines Denkmalbereichs | BW |
| Neustraße 1, 2, 3, 4, 5, 6, 7, 8, 9, 10, 11, 12, 13, 14, 15, 16, 17, 18, 19, 20, 21, 22, 23, 24, 25, 26, 27, (Karte) | Altstadt                            | Altstadt | 094 76618 027      | Teilobjekt eines Denkmalbereichs | BW |
| Ostwall 3, 4, 5, 6, 7, 8, 9, 10, 11, 12, 13, 14, 15, 16, 17, 18, 20, 21, 22, 24, 25, 26, 27, 28, 29, 30, 31, (Karte) | Altstadt                            | Altstadt | 094 76618 028      | Teilobjekt eines Denkmalbereichs | BW |
| Petrikirchhof 1, 2, 3 (Karte) | Altstadt                            | Altstadt | 094 76618 029      | Teilobjekt eines Denkmalbereichs | BW |
| Petrikirchstraße 1, 2, 3, 4, 5, 6, 7, 8, 9, 10, 11, 12, 13, 14, 15, 16, 17, 18, 21, 22, 23, 24, 25, 26, 27, 28, 29, (Karte) | Altstadt                            | Altstadt | 094 76618 030      | Teilobjekt eines Denkmalbereichs | BW |
| Poststraße 1, 2, 3, 3b, 3a, 4, 5, 6, 7, 8, 9, 10, 11 (Karte) | Altstadt                            | Altstadt | 094 76618 031      | Teilobjekt eines Denkmalbereichs | BW |
| Priesterstraße 1, 2, 3, 4, 5, 6, 7, 8, 9, 10, 11, 12, 13, 13a, 14, 14a, 15, 16, 17, 17a, 18, 19 (Karte) | Altstadt                            | Altstadt | 094 76618 032      | Teilobjekt eines Denkmalbereichs | BW |
| Prinzengasse (Karte) | Altstadt                            | Altstadt | 094 76618 033      | Teilobjekt eines Denkmalbereichs | BW |
| Rathenower Straße 1, 2, 3, 4, 5, 6, 7, 8, 9, 10, 11, 12, 13, 14, 15, 16b, 16a, 16, 17a, 17, 18, 19, 20, 21, 22, 23, 24 (Karte) | Altstadt                            | Altstadt | 094 76618 034      | Teilobjekt eines Denkmalbereichs | BW |
| Rohrstraße 1, 2, 3, 4, 5, 6, 7, 8, 9, 10, 11, 12, 13, 14, 15, 16, 17, 18, 19, 20, 21, 22, 23, 24, 25, 26, 27, (Karte) | Altstadt                            | Altstadt | 094 76618 035      | Teilobjekt eines Denkmalbereichs | BW |
| Schadewachten 1, 2, 3, 4, 5, 6, 7, 8, 9, 10, 11, 12, 13, 14/15, 16, 17, 18, 19, 20, 21, 22, 22a, 23, 24/25, 26, 27 (Karte) | Altstadt                            | Altstadt | 094 76618 036      | Teilobjekt eines Denkmalbereichs | BW |
| Sidenbüdel 2, 3, 3a, 3b, 3c, 4, 5, 6c, 6b, 6a, 6, 7 (Karte) | Altstadt                            | Altstadt | 094 76618 037      | Teilobjekt eines Denkmalbereichs | BW |
| Stavenstraße 1a, 1, 2, 3, 4, 5, 6, 7, 8, 10, 11, 12, 13, 14, 15, 16, 17, 18, 19, 20, 21 (Karte) | Altstadt                            | Altstadt | 094 76618 038      | Teilobjekt eines Denkmalbereichs | BW |
| Südwall 47, 48/49, 50, 51, 52, 53, 59, 60, 62, 68, 69, 70, 63 (Karte) | Altstadt                            | Altstadt | 094 76618 039      | Teilobjekt eines Denkmalbereichs | BW |
| Uchtstraße 1, 2, 3, 4/5, 6, 7, 8, 9, 10, 11, 12, 13, 14, 15, 16, 17 (Karte) | Altstadt                            | Altstadt | 094 76618 040      | Teilobjekt eines Denkmalbereichs | BW |
| Uppstall 1, 2, 3, 4, 17, 18, 19, 20, 21, 22, 23 (Karte) | Altstadt                            | Altstadt | 094 76618 041      | Teilobjekt eines Denkmalbereichs | BW |
| Vogelstraße 1a, 1, 2, 3, 4, 5, 6, 7, 8, 9, 10, 11, 12, 13, 14, 15, 16, 17, 18, 19, 20 (Karte) | Altstadt                            | Altstadt | 094 76618 042      | Teilobjekt eines Denkmalbereichs | BW |
| Weberstraße 1, 2, 3, 4, 5, 6, 7, 8, 9, 10, 11, 12, 13, 14, 15, 16, 17, 18, 19, 20, 21, 22, 23, 24, 25, 26, 27, (Karte) | Altstadt                            | Altstadt | 094 76618 043      | Teilobjekt eines Denkmalbereichs | BW |
| Wendstraße 1, 2, 3, 4, 5, 6, 7, 8, 9, 32, 33, 34, 35, 36, 37, 38 (Karte) | Altstadt                            | Altstadt | 094 76618 044      | Teilobjekt eines Denkmalbereichs | BW |
| Westwall 3, 4, 5, 6, 7, 11, 13, 14, 16, 17, 18, 19, 20, 20a, 21, 22, 23, 24, 25 (Karte) | Altstadt                            | Altstadt | 094 76618 045      | Teilobjekt eines Denkmalbereichs | BW |
| Winckelmannplatz (Karte) | Altstadt                            | Altstadt | 094 76618 046      | Teilobjekt eines Denkmalbereichs | BW |
| Winckelmannstraße 1, 2, 2a, 3, 4, 5, 6, 7, 8, 9, 10, 11, 12, 13, 14, 15, 16, 17, 18, 19, 20, 21, 22, 23, 24, 25, 26, (Karte) | Altstadt                            | Altstadt | 094 76618 047      | Teilobjekt eines Denkmalbereichs | BW |
| Wüste Worth 1, 2, 3, 4, 5, 6, 7, 8, 9, 10, 11, 12, 13, 14, 15, 16, 17, 18, 19, 20, 21, 22, 23, (Karte) | Altstadt                            | Altstadt | 094 76618 048      | Teilobjekt eines Denkmalbereichs | Altstadt |
| Am Dom, Hallstraße 27 (Karte) | Einfriedung                         | Einfriedung 2018 als Baudenkmal ausgewiesen | 107 35034          | Baudenkmal                       | Einfriedung |
| Am Dom 9 (Karte) | Wohnhaus                            | Wohnhaus | 094 75669          | Baudenkmal                       | Wohnhaus |
| Am Dom 13 (Karte) | Wohnhaus Am Dom 13                  | Wohnhaus Das Freihaus befindet sich an der nördliche Platzkante, Ecke Weberstraße. | 094 75672          | Baudenkmal                       | Weitere Bilder |
| Am Dom 14 (Karte) | Wohnhaus                            | | 094 75673          | Baudenkmal                       | Wohnhaus |
| Am Dom 15 (Karte) | Wohnhaus                            | | 094 75674          | Baudenkmal                       | Wohnhaus |
| Am Dom 18 (Karte) | Diakonat                            | Superintendentur Kirchenkreis Stendal (früheres Pfarrerwohnhaus) | 094 75675          | Baudenkmal                       | Diakonat |
| Am Dom 18 (Karte) | St. Nikolaus                        | Kirche St. Nikolaus | 094 17973          | Baudenkmal                       | Weitere Bilder |
| Am Dom 19 (Karte) | Landgericht Stendal                 | Gerichtsgebäude | 094 75676          | Baudenkmal                       | Landgericht Stendal |
| Am Pulverturm, Pulverturm (Karte) | Stadtmauerturm                      | | 094 17936          | Baudenkmal                       | Stadtmauerturm |
| Annenstraße 1 bis 13, Frommhagenstraße 9 bis 13, Grabenstraße 12 bis 16, Katharinenstraße 1 bis 18, Prinzenstraße 3 bis 10 (Karte) | Häusergruppe                        | Denkmalbereich Katharinenstraße | 094 76275          | Denkmalbereich                   | Häusergruppe |
| Arneburger Straße, bei Nr. 1a (Karte) | Gedenkstätte                        | Erinnerungskreuz für Joseph Manns | 094 17940          | Baudenkmal                       | Gedenkstätte |
| Arneburger Straße 12 (Karte) | Wohnhaus                            | Wohnhaus | 094 76338          | Baudenkmal                       | Wohnhaus |
| Arneburger Straße 140 (Karte) | OGEMA                               | Fabrik | 094 75679          | Baudenkmal                       | OGEMA |
| Arneburger Straße 1a, Im Grünzug mittelalterlicher Stadtbefestigungsring am einstigen Viehtor (Karte) | Diesterweg-Schule                   | Schule | 094 17939          | Baudenkmal                       | Diesterweg-Schule |
| Arneburger Straße 24, 28 (Karte) | Speicher                            | Speicher | 094 17938          | Baudenkmal                       | Speicher |
| Arnimer Straße 1, 2, 3, 4 (Karte) | Elektrizitätswerk                   | Elektrizitätswerk Das Elektrizitätswerk befindet sich östlich des Stadtbefestigungsgrabens. | 094 76571          | Baudenkmal                       | Elektrizitätswerk |
| Arnimer Straße 14a (Karte) | Villa                               | Villa | 094 76354          | Baudenkmal                       | Villa |
| Arnimer Straße 21 (Karte) | Wohnhaus                            | | 094 76355          | Baudenkmal                       | Wohnhaus |
| Bahnhofstraße 3 (Karte) | Wohnhaus                            | | 094 76281          | Baudenkmal                       | Wohnhaus |
| Bahnhofstraße 8 (Karte) | Wohnhaus                            | | 094 17942          | Baudenkmal                       | Wohnhaus |
| Bahnhofstraße 11 (Karte) | Wohnhaus                            | | 094 76282          | Baudenkmal                       | Wohnhaus |
| Bahnhofstraße 17, 17a, 18 bis 22, 23a, 23b, 35 bis 47, 47a, 48, 49, 49a, 50, 51, 51a (Karte) | Straßenzeile                        | Denkmalbereich Bahnhofstraße | 094 76279          | Denkmalbereich                   | Straßenzeile |
| Bahnhofstraße 30, 31/32, 33, 33a, 34, 34a, Goethestraße 40, Platz sowie dessen Randbebauung vor und seitlich des Empfangsgebäudes des Hauptbahnhofes (Karte) | Platz                               | Denkmalbereich Bahnhofsvorplatz | 094 76303          | Denkmalbereich                   | Platz |
| Bahnhofstraße 31/32 (Karte) | Wohn- und Bürogebäude               | | 094 76284          | Baudenkmal                       | Wohn- und Bürogebäude |
| Bahnhofstraße 33b (Karte) | Sozialgebäude                       | Sozialgebäude | 094 76302          | Baudenkmal                       | Sozialgebäude |
| Bahnhofstraße 34 (Karte) | Stendal Hauptbahnhof                | Bahnhof | 094 75682          | Baudenkmal                       | Weitere Bilder |
| Bahnhofstraße 35 (Karte) | Wohnhaus                            | Wohnhaus | 094 76304          | Baudenkmal                       | Wohnhaus |
| Bahnhofstraße 36 (Karte) | Wohnhaus                            | Wohnhaus | 094 76285          | Baudenkmal                       | Wohnhaus |
| Bahnhofstraße 51a (Karte) | Wohnhaus Bahnhofstraße 51a          | Wohnhaus | 094 17944          | Baudenkmal                       | Wohnhaus Bahnhofstraße 51a |
| Bahnhofstraße, Lüderitzer Straße (Karte) | Röxer Tunnel                        | Tunnel Fußgängertunnel von 1911 unterhalb der Gleisanlagen | 094 76392          | Baudenkmal                       | Röxer Tunnel |
| Beckstraße (Karte) | Brücke                              | Brücke | 094 17957          | Baudenkmal                       | Brücke |
| Beckstraße 10 (Karte) | Wohnhaus                            | Wohnhaus | 094 75684          | Baudenkmal                       | Wohnhaus |
| Beckstraße 11 (Karte) | Wohnhaus                            | | 094 76305          | Baudenkmal                       | Wohnhaus |
| Birkenhagen 15 (Karte) | Wohnhaus                            | | 094 17974          | Baudenkmal                       | Wohnhaus |
| Birkenhagen 16 (Karte) | Wohnhaus                            | | 094 76409          | Baudenkmal                       | Wohnhaus |
| Bismarckstraße 7 (Karte) | Wohnhaus                            | | 094 76410          | Baudenkmal                       | Wohnhaus |
| Bismarckstraße 18 (Karte) | Wohnhaus                            | | 094 76411          | Baudenkmal                       | Wohnhaus |
| Bismarckstraße 27/27a, Wendstraße 1 (Karte) | Wohn- und Geschäftshaus             | | 094 75686          | Baudenkmal                       | Wohn- und Geschäftshaus |
| Bismarckstraße 38/39 (Karte) | Altenheim                           | | 094 76412          | Baudenkmal                       | Altenheim |
| Blumenthalstraße 4 (Karte) | Wohnhaus                            | | 094 76306          | Baudenkmal                       | Wohnhaus |
| Blumenthalstraße 5 (Karte) | Wohnhaus                            | | 094 76307          | Baudenkmal                       | Wohnhaus |
| Blumenthalstraße 1, 50, Nicolaistraße 64 bis 69, 71 bis 79 (Karte) | Straßenzeile                        | Denkmalbereich nördliche Nicolaistraße | 094 76276          | Denkmalbereich                   | BW |
| Blumenthalstraße 12 bis 16, 16a, 16b (Karte) | Häusergruppe                        | | 094 76241          | Baudenkmal                       | Häusergruppe |
| Blumenthalstraße 40, Bahnhofsvorstadt (Karte) | Schule                              | | 094 17917          | Baudenkmal                       | Schule |
| Blumenthalstraße 46 (Karte) | Wohnhaus                            | | 094 76286          | Baudenkmal                       | Wohnhaus |
| Blumenthalstraße 48 (Karte) | Wohnhaus                            | | 094 76308          | Baudenkmal                       | Wohnhaus |
| Blumenthalstraße 49 (Karte) | Wohnhaus                            | | 094 76309          | Baudenkmal                       | Wohnhaus |
| Blumenthalstraße 51, 52, 53, 54, Nicolaistraße 2, 3, 4, 5, 6, 7, 9, 10 (Karte) | Häusergruppe                        | Denkmalbereich südliche Nicolaistraße | 094 76277          | Denkmalbereich                   | BW |
| Breite Straße, Auf der platzartigen Weitung im Süden des Straßenzuges (Karte) | Brunnen                             | Haacke-Brunnen mit „Sperlings-Ida“ | 094 76578          | Baudenkmal                       | Brunnen |
| Breite Straße 3 (Karte) | Druckerei                           | Druckerei Franzen und Grosse (Altmärkisches Intelligenz und Leseblatt) | 094 76620          | Baudenkmal                       | Druckerei |
| Breite Straße 4 (Karte) | Wohn- und Geschäftshaus             | | 094 17949          | Baudenkmal                       | Wohn- und Geschäftshaus |
| Breite Straße 9, Ecke Vogelstraße (Karte) | Kaufhaus                            | | 094 17950          | Baudenkmal                       | Kaufhaus |
| Breite Straße 18 (Karte) | Wohn- und Geschäftshaus             | | 094 17951          | Baudenkmal                       | Wohn- und Geschäftshaus |
| Breite Straße 20/21, Ecke Bruchstraße, nördliche Raumkante des Winckelmannplatzes (Karte) | Kaufhaus Ramelow                    | Kaufhausbau von 1930 im Bauhaus-Stil | 094 17952          | Baudenkmal                       | Weitere Bilder |
| Breite Straße 39, In Sichtachse am östlichen Ende des Alten Dorfes (Karte) | Stadthof                            | | 094 75688          | Baudenkmal                       | Stadthof |
| Breite Straße 40, SO-Ecke Altes Dorf (Karte) | Kaufmannshof                        | | 094 75267          | Baudenkmal                       | Kaufmannshof |
| Breite Straße 46 (Karte) | Wohnhaus                            | | 094 75272          | Baudenkmal                       | Wohnhaus |
| Breite Straße 49 (Karte) | Wohnhaus                            | | 094 75274          | Baudenkmal                       | Wohnhaus |
| Breite Straße 53 (Karte) | Wohnhaus                            | | 094 76621          | Baudenkmal                       | Wohnhaus |
| Breite Straße 54 (Karte) | Wohn- und Geschäftshaus             | | 094 76622          | Baudenkmal                       | Wohn- und Geschäftshaus |
| Breite Straße 58 (Karte) | Wohnhaus                            | | 094 76623          | Baudenkmal                       | Wohnhaus |
| Breite Straße 59 (Karte) | Gasthaus                            | | 094 17965          | Baudenkmal                       | Gasthaus |
| Breite Straße 63 (Karte) | Wohnhaus                            | | 094 76579          | Baudenkmal                       | Wohnhaus |
| Breite Straße 66 (Karte) | Apotheke                            | | 094 17953          | Baudenkmal                       | Apotheke |
| Breite Straße 70 (Karte) | Zunfthaus                           | | 094 17956          | Baudenkmal                       | Zunfthaus |
| Breite Straße 74 (Karte) | Wohn- und Geschäftshaus             | | 094 76624          | Baudenkmal                       | Wohn- und Geschäftshaus |
| Breite Straße 75 (Karte) | Wohnhaus                            | | 094 75696          | Baudenkmal                       | Wohnhaus |
| Breite Straße 82 (Karte) | Elisabeth-Hospital                  | Hospital | 094 76350          | Baudenkmal                       | Elisabeth-Hospital |
| Bruchstraße 1 (Karte) | Schule                              | | 094 76271          | Baudenkmal                       | Schule |
| Bruchstraße 20 (Karte) | Glasbild                            | | 094 17958          | Baudenkmal                       | BW |
| Bruchstraße 23 (Karte) | Wohnhaus                            | | 094 76417          | Baudenkmal                       | Wohnhaus |
| Bruchstraße 24/25 (Karte) | Wohnhaus                            | | 094 75699          | Baudenkmal                       | Wohnhaus |
| Brüderstraße 15, In Blickachse der Weberstraße nach Norden (Karte) | Wohnhaus                            | | 094 75701          | Baudenkmal                       | Wohnhaus |
| Brüderstraße 16 (Karte) | Schule                              | Im Kellergeschoss blieben granitene Mauerreste der Kirche des Franziskanerklosters Stendal erhalten, wohl vom Langchor. Aufgrund des Baumaterials war er dem frühen Bauwerk zuzuordnen. Das „Mönchskloster“ der Franziskaner wurde um 1230/40 gegründet. Der Sakralbau diente nach der Säkularisation von 1541 infolge der Reformation bis zum Abriss 1784 als Schule. Ins Nachfolgegebäude zog nach wechselnden Nutzern im Jahr 1999 das Stadtarchiv Stendal ein. | 094 75702          | Baudenkmal                       | Schule |
| Brüderstraße 27 (Karte) | Wohnhaus                            | | 094 75799          | Baudenkmal                       | Wohnhaus |
| Brüderstraße 28 (Karte) | Wohnhaus                            | | 094 75329          | Baudenkmal                       | Wohnhaus |
| Clausewitzstraße, Scharnhorststraße 36, 38, 40, 40a, 42, 44, 46, 50, Von-Schill-Straße 3, 3a, 3b (Karte) | Justizzentrum Albrecht der Bär      | Kaserne „Albrecht der Bär“ | 094 75240          | Baudenkmal                       | Weitere Bilder |
| Dr.-Arthur-Schulz-Straße 6 (Karte) | Wohnhaus                            | | 094 76261          | Baudenkmal                       | Wohnhaus |
| Dr.-Arthur-Schulz-Straße 42 (Karte) | Silo                                | Silo | 094 76310          | Baudenkmal                       | Silo |
| Dr.-Arthur-Schulz-Straße 44 b (Karte) | Wohnhaus                            | | 094 76288          | Baudenkmal                       | Wohnhaus |
| Dr.-Arthur-Schulz-Straße 6 b (Karte) | Wohnhaus                            | | 094 76287          | Baudenkmal                       | Wohnhaus |
| Fabrikstraße, Tangermünder Straße 23, 23a (Karte) | ALSTOM Stendal                      | Ausbesserungswerk | 094 18296          | Baudenkmal                       | ALSTOM Stendal |
| Frommhagenstraße 5 (Karte) | Wohn- und Geschäftshaus             | Wohn- und Geschäftshaus | 094 76353          | Baudenkmal                       | Wohn- und Geschäftshaus |
| Frommhagenstraße 23 bis 30, 30a, 30b, 30c, 31, 32, 32a, 33 bis 41 (Karte) | Straßenzug                          | Straßenzug Denkmalbereich Frommhagenstraße | 094 76280          | Denkmalbereich                   | Straßenzug |
| Frommhagenstraße 29 (Karte) | Wohnhaus                            | Wohnhaus | 094 76289          | Baudenkmal                       | Wohnhaus |
| Frommhagenstraße 30 (Karte) | Wohnhaus                            | Wohnhaus | 094 76290          | Baudenkmal                       | Wohnhaus |
| Frommhagenstraße 31 (Karte) | Eichamt                             | | 094 76291          | Baudenkmal                       | Eichamt |
| Frommhagenstraße 43 (Karte) | Wohnhaus                            | | 094 17998          | Baudenkmal                       | Wohnhaus |
| Frommhagenstraße 47, Roonstraße 9 (Karte) | Wohnhaus                            | Wohnhaus | 094 76292          | Baudenkmal                       | Wohnhaus |
| Frommhagenstraße 54, 55, Prinzenstraße 11 bis 18 (Karte) | Straßenzeile                        | Straßenzeile Denkmalbereich westliche Prinzenstraße | 094 76278          | Denkmalbereich                   | Straßenzeile |
| Frommhagenstraße 56 (Karte) | Wohn- und Geschäftshaus             | Wohn- und Geschäftshaus | 094 76293          | Baudenkmal                       | Wohn- und Geschäftshaus |
| Frommhagenstraße 57, Bahnhofsvorstadt (Karte) | Jenny-Marx-Heim                     | Altenheim | 094 75808          | Baudenkmal                       | Jenny-Marx-Heim |
| Frommhagenstraße 58 (Karte) | Wohnhaus                            | | 094 76294          | Baudenkmal                       | Wohnhaus |
| Gardelegener Straße 120 F | Bunker                              | Bunker Im Jahr 2023 in das Denkmalverzeichnis eingetragen. | 094 18929          | Baudenkmal                       | |
| Georgenstraße (Karte) | Friedhof                            | | 094 76243          | Baudenkmal                       | Friedhof |
| Goethestraße 40 (Karte) | Wohnhaus                            | | 094 76259          | Baudenkmal                       | Wohnhaus |
| Haferbreite 2 (Karte) | Gaststätte Zur guten Stunde         | Gaststätte | 094 76625          | Baudenkmal                       | Gaststätte Zur guten Stunde |
| Haferbreiter Weg 20, 21, 22 (Karte) | Tierklinik                          | | 094 76343          | Baudenkmal                       | Weitere Bilder |
| Haferbreiter Weg 137 (Karte) | Auktionshalle                       | | 094 18007          | Baudenkmal                       | Auktionshalle |
| Hallstraße 9 (Karte) | Wohnhaus                            | | 094 75790          | Baudenkmal                       | Wohnhaus |
| Hallstraße 27, Östlich von St. Nikolaus und dem Landgericht (Karte) | Gefängnis                           | Gefängnis | 094 75726          | Baudenkmal                       | Gefängnis |
| Hallstraße 28 (Karte) | Superintendentur                    | | 094 75737          | Baudenkmal                       | Superintendentur |
| Hallstraße 39 (Karte) | Ackerbürgerhaus                     | | 094 75742          | Baudenkmal                       | Ackerbürgerhaus |
| Hallstraße 40 (Karte) | Wohnhaus                            | | 094 76283          | Baudenkmal                       | Wohnhaus |
| Hallstraße 55 (Karte) | Gaststätte                          | | 094 75743          | Baudenkmal                       | Gaststätte |
| Hallstraße 57 (Karte) | Keller                              | | 094 75744          | Baudenkmal                       | Keller |
| Hallstraße 62/63 (Karte) | Postamt                             | | 094 75745          | Baudenkmal                       | Postamt |
| Heerener Straße, Östlich von Nr. 6 am Straßenrand gegenüber der Einmündung des Hohen Weges (Karte) | Distanzstein                        | | 094 76602          | Kleindenkmal                     | Distanzstein |
| Hohe Bude 5 (Karte) | Färberei                            | | 094 18008          | Baudenkmal                       | BW |
| Hohe Bude 12 (Karte) | Wäscherei                           | | 094 76352          | Baudenkmal                       | Weitere Bilder |
| Hoock 3 (Karte) | Wohnhaus                            | | 094 75817          | Baudenkmal                       | Wohnhaus |
| Hoock 10 (Karte) | Gerberei                            | | 094 18009          | Baudenkmal                       | Gerberei |
| Hoock 14 (Karte) | Wohnhaus                            | | 094 18024          | Baudenkmal                       | Wohnhaus |
| Hoock 8a (Karte) | Wohnhaus                            | | 094 75820          | Baudenkmal                       | Wohnhaus |
| Hospitalstraße 1/2, Südliche Altstadt, am Tangermünder Tor (Karte) | Verwaltungsgebäude                  | Altes Landratsamt (Altbau) | 094 75750          | Baudenkmal                       | Verwaltungsgebäude |
| Im Tangermünder Tor, Tangermünder Torturm (Karte) | Torturm                             | | 094 75831          | Baudenkmal                       | Weitere Bilder |
| In den Zinnen: Wallanlage zwischen Uenglinger Tor und Wendstraße (Karte) | Wallanlage                          | | 094 18293          | Baudenkmal                       | BW |
| Jakobikirchhof (Karte) | St. Jacobi                          | Kirche St. Jakobi | 094 75687          | Baudenkmal                       | Weitere Bilder |
| Jakobikirchhof 2 (Karte) | Schule                              | | 094 76597          | Baudenkmal                       | Schule |
| Jakobikirchhof 3 (Karte) | Pfarrhaus                           | | 094 76598          | Baudenkmal                       | Pfarrhaus |
| Jakobikirchhof 8 (Karte) | Gemeindehaus                        | Gemeindehaus der Jakobikirche | 094 76599          | Baudenkmal                       | Gemeindehaus |
| Karlstraße 19 (Karte) | Wohnhaus                            | | 094 75752          | Baudenkmal                       | Wohnhaus |
| Kornmarkt 1 (Karte) | Wohn- und Geschäftshaus             | | 094 76328          | Baudenkmal                       | Wohn- und Geschäftshaus |
| Kornmarkt 5 (Karte) | Hotel Schwarzer Adler               | Hotel | 094 18015          | Baudenkmal                       | Hotel Schwarzer Adler |
| Kornmarkt 7 (Karte) | Relief                              | | 094 18017          | Baudenkmal                       | Relief |
| Kornmarkt 8 (Karte) | Wohnhaus                            | | 094 18018          | Baudenkmal                       | Wohnhaus |
| Kornmarkt 9 (Karte) | Wohnhaus                            | | 094 18021          | Baudenkmal                       | Wohnhaus |
| Kornmarkt 12 (Karte) | Wohnhaus                            | | 094 18031          | Baudenkmal                       | Wohnhaus |
| Magdeburger Chaussee, Soldatenfriedhof (Karte) | Denkmal                             | | 094 76561          | Baudenkmal                       | Denkmal |
| Marienkirchstraße (Karte) | St. Marien                          | Kirche | 094 18045          | Baudenkmal                       | Weitere Bilder |
| Marienkirchstraße 1 (Karte) | Werkstattgebäude                    | | 094 76198          | Baudenkmal                       | Werkstattgebäude |
| Marienkirchstraße 5 (Karte) | Wohn- und Geschäftshaus             | | 094 18046          | Baudenkmal                       | Wohn- und Geschäftshaus |
| Markt, Vor dem Rathaus (Karte) | Stendaler Roland                    | Denkmal | 094 75824          | Baudenkmal                       | Weitere Bilder |
| Markt 1, Ostseite Marktplatz, westlich der Marienkirche (Karte) | Rathaus Stendal                     | Rathaus | 094 18048          | Baudenkmal                       | Weitere Bilder |
| Markt 6 (Karte) | Apotheke                            | | 094 18049          | Baudenkmal                       | Apotheke |
| Markt 14/15 (Karte) | Wohn- und Geschäftshaus             | | 094 76197          | Baudenkmal                       | Wohn- und Geschäftshaus |
| Mittelstraße 1 (Karte) | Badeanstalt                         | Viktoria-Bad | 094 75826          | Baudenkmal                       | Badeanstalt |
| Mittelstraße 2/3, Uchtstraße 17 (Karte) | Gewerbehof                          | | 094 76351          | Baudenkmal                       | Weitere Bilder |
| Moltkestraße 30 (Karte) | Villa Müller-Kausche                | Villa am 20. Oktober 2016 als Denkmal ausgewiesen |                    | Baudenkmal                       | Villa Müller-Kausche |
| Moltkestraße 32, Westlich der mittelalterlichen Stadtbefestigung (Karte) | Winckelmann-Gymnasium               | Schule Winckelmann-Gymnasium Haus B | 094 75827          | Baudenkmal                       | Winckelmann-Gymnasium |
| Moltkestraße 46 (Karte) | Wohnhaus                            | | 094 76341          | Baudenkmal                       | Wohnhaus |
| Moltkestraße 48 (Karte) | Wohnhaus                            | | 094 76340          | Baudenkmal                       | Wohnhaus |
| Moltkestraße 49 (Karte) | Wohnhaus                            | | 094 76339          | Baudenkmal                       | Wohnhaus |
| Mozartstraße 19 (Karte) | Wohnhaus                            | | 094 76449          | Baudenkmal                       | Wohnhaus |
| Mönchskirchhof 1 (Karte) | Refektorium                         | | 094 18050          | Baudenkmal                       | Refektorium |
| Mönchskirchhof 4 (Karte) | Kloster                             | Kloster Ehemaliges Kloster St. Anna (siehe auch St.-Anna-Kirche) | 094 75830          | Baudenkmal                       | Weitere Bilder |
| Mönchskirchhof 4 (Karte) | Kirche                              | Kirche | 094 75830 001      | Teilobjekt eines Baudenkmals     | Weitere Bilder |
| Mönchskirchhof 6, Östlich von St. Annen an der südlichen Platzkante (Karte) | Vereinshaus                         | DRK-Sanitätskolonnenhaus | 094 18056          | Baudenkmal                       | Vereinshaus |
| Mönchskirchhof 2c, Westliche Altstadt (Karte) | Schule                              | Hildebrandt-Schule | 094 75828          | Baudenkmal                       | Schule |
| Nachtigalplatz, Schräg gegenüber von Nachtigalplatz 1, östlich von Grabenstraße 1 (Karte) | Denkmal                             | Nachtigal-Denkmal | 094 18057          | Baudenkmal                       | Weitere Bilder |
| Nachtigalplatz 2 (Karte) | Villa                               | | 094 76327          | Baudenkmal                       | Villa |
| Nicolaistraße 33 (Karte) | Wohn- und Geschäftshaus             | | 094 76295          | Baudenkmal                       | Wohn- und Geschäftshaus |
| Nicolaistraße 80 (Karte) | Schule                              | | 094 76248          | Baudenkmal                       | Schule |
| Nordwall 11 (Karte) | Hansa-Brauerei                      | Brauerei | 094 76226          | Baudenkmal                       | Hansa-Brauerei |
| Osterburger Straße, Vor Osterburger Straße 71 (Karte) | Distanzstein                        | | 094 76601          | Kleindenkmal                     | Distanzstein |
| Ostwall, Im Ostpark I (Karte) | Gedenkstein                         | | 094 18073          | Baudenkmal                       | Gedenkstein |
| Ostwall 21 (Karte) | Synagoge                            | | 094 75335          | Baudenkmal                       | BW |
| Ostwall 34 (Karte) | Wohn- und Geschäftshaus             | | 094 76617          | Baudenkmal                       | Wohn- und Geschäftshaus |
| Parkstraße 4 (Karte) | Villa                               | | 094 76272          | Baudenkmal                       | Villa |
| Petrikirchhof (Karte) | St.-Petri-Kirche                    | St. Petri | 094 75833          | Baudenkmal                       | Weitere Bilder |
| Petrikirchhof 1, Winckelmannstraße 13 (Karte) | Wohnhaus                            | | 094 75897          | Baudenkmal                       | Wohnhaus |
| Petrikirchhof 2 (Karte) | Schule                              | | 094 18081          | Baudenkmal                       | Schule |
| Petrikirchhof 3 (Karte) | Wohnhaus                            | | 094 18093          | Baudenkmal                       | Wohnhaus |
| Petrikirchstraße 8 (Karte) | Wohnhaus                            | | 094 76265          | Baudenkmal                       | Wohnhaus |
| Petrikirchstraße 16 (Karte) | Wohnhaus                            | | 094 76264          | Baudenkmal                       | Wohnhaus |
| Petrikirchstraße 48 (Karte) | Schule                              | | 094 75834          | Baudenkmal                       | Schule |
| Petrikirchstraße 64 (Karte) | Wohn- und Geschäftshaus             | | 094 76399          | Baudenkmal                       | Wohn- und Geschäftshaus |
| Pferdemärsche, Südlich von Nr. 75, östlich von dem Doppelhaus Nr. 78 und 80, also wenig nördlich des Arnimer Dammes auf der Ostseite der Straße (Karte) | Gartenhaus                          | | 094 76626          | Baudenkmal                       | Gartenhaus |
| Poststraße 3, 3b (Karte) | Verwaltungsgebäude                  | Ständehaus (1892 bis 1894 von Ferdinand Schorbach) der Landstände der Altmark, darin auch Sitz des ständischen Kommunallandtags der Altmark und der Ständischen Hauptsparkasse der Altmark | 094 18095          | Baudenkmal                       | Verwaltungsgebäude |
| Priesterstraße 2 (Karte) | Pfarrhaus                           | | 094 76366          | Baudenkmal                       | Pfarrhaus |
| Priesterstraße 14, Am östlichen Rand des Denkmalbereiches Altstadt (Karte) | Lazarett                            | Finanzamt, Militärlazarett | 107 35001          | Baudenkmal                       | Lazarett |
| Prinzenstraße 2 (Karte) | Wohnhaus                            | | 094 76234          | Baudenkmal                       | Wohnhaus |
| Prinzenstraße 1, 2, Westwall 29 bis 46 (Karte) | Häusergruppe                        | Denkmalbereich Westwall | 094 76232          | Denkmalbereich                   | BW |
| Rathenower Straße 27 (Karte) | Wohnhaus                            | | 094 75758          | Baudenkmal                       | Wohnhaus |
| Rohrstraße 1 (Karte) | Wohnhaus                            | | 094 75275          | Baudenkmal                       | Wohnhaus |
| Rohrstraße 12 (Karte) | Wohnhaus                            | | 094 75278          | Baudenkmal                       | Wohnhaus |
| Sachsenstraße, nordöstlich der Sachsenstraße zwischen zwei Bahnstrecken (Karte) | Fabrik                              | Sachsenwerk | 094 76356          | Baudenkmal                       | BW |
| Sachsenstraße 2 bis 10, 13 bis 21 (Karte) | Siedlung                            | | 094 76357          | Denkmalbereich                   | BW |
| Schadewachten 9 (Karte) | Wohnhaus                            | | 094 76627          | Baudenkmal                       | Wohnhaus |
| Schadewachten 19 (Karte) | Wohn- und Geschäftshaus             | | 094 36546          | Baudenkmal                       | Wohn- und Geschäftshaus |
| Schadewachten 22a (Karte) | Wohnhaus                            | | 094 75766          | Baudenkmal                       | Wohnhaus |
| Schadewachten 24, 25 (Karte) | Wohn- und Geschäftshaus             | | 094 75767          | Baudenkmal                       | Wohn- und Geschäftshaus |
| Schadewachten 26 (Karte) | Wohn- und Geschäftshaus             | Wohn- und Geschäftshaus | 094 75768          | Baudenkmal                       | Wohn- und Geschäftshaus |
| Schadewachten 31 (Karte) | Wohn- und Geschäftshaus             | | 094 75771          | Baudenkmal                       | Wohn- und Geschäftshaus |
| Schadewachten 40 (Karte) | Wohn- und Geschäftshaus             | | 094 75776          | Baudenkmal                       | Wohn- und Geschäftshaus |
| Schadewachten 44 (Karte) | Wohn- und Geschäftshaus             | | 094 75778          | Baudenkmal                       | Wohn- und Geschäftshaus |
| Schadewachten 45 (Karte) | Wohnhaus                            | | 094 75779          | Baudenkmal                       | Wohnhaus |
| Schadewachten 47 (Karte) | Wohnhaus                            | | 094 75781          | Baudenkmal                       | Wohnhaus |
| Schadewachten 47a (Karte) | Wohnhaus                            | | 094 75782          | Baudenkmal                       | Wohnhaus |
| Schadewachten 48 (Karte) | Katharinenkloster                   | Kloster | 094 75847          | Baudenkmal                       | Weitere Bilder |
| Schadewachten 48 (Karte) | Kirche                              | Kirche | 094 75847 001      | Teilobjekt eines Baudenkmals     | BW |
| Schadewachten 48 (Karte) | Distanzstein                        | Auf dem Gelände des ehemaligen Katharinenstifts, südlich des Nordflügels von 1863/65. | 094 76600          | Kleindenkmal                     | Distanzstein |
| Scharnhorststraße 9 (Karte) | Villa                               | | 094 75516          | Baudenkmal                       | Villa |
| Scharnhorststraße 10 (Karte) | Villa                               | | 094 75769          | Baudenkmal                       | Villa |
| Scharnhorststraße 12 (Karte) | Wandbild                            | | 094 75704          | Baudenkmal                       | BW |
| Scharnhorststraße 2, 4 (Karte) | Gertrudishospital                   | Hospital | 094 18184          | Baudenkmal                       | Gertrudishospital |
| Scharnhorststraße 2, 4 (Karte) | Gertrudishospital                   | Hospital | 094 18184          | Baudenkmal                       | Gertrudishospital |
| Scharnhorststraße 2 (Karte) | Kapelle                             | Kapelle | 094 18184 001      | Teilobjekt eines Baudenkmals     | BW |
| Scharnhorststraße 5, 7 (Karte) | Speicher                            | Speicher | 094 18224          | Baudenkmal                       | Speicher |
| Schillerstraße (Karte) | Park                                | | 094 76611          | Baudenkmal                       | BW |
| Schillerstraße (Karte) | Wasserturm                          | | 094 18291          | Baudenkmal                       | Weitere Bilder |
| Schönbeckstraße 11 (Karte) | Kinderkrippe                        | | 094 76296          | Baudenkmal                       | Kinderkrippe |
| Schönbeckstraße 20 (Karte) | Wohnhaus                            | | 094 76297          | Baudenkmal                       | Wohnhaus |
| Stavenstraße 15 (Karte) | Wohnhaus                            | | 094 76429          | Baudenkmal                       | Wohnhaus |
| Uchtstraße 3 (Karte) | Wohnhaus                            | | 094 75850          | Baudenkmal                       | BW |
| Uchtstraße 7 (Karte) | Wohnhaus                            | | 094 75852          | Baudenkmal                       | BW |
| Uchtstraße 9 (Karte) | Wohnhaus                            | | 094 75853          | Baudenkmal                       | BW |
| Uenglinger Straße, Uenglinger Torturm (Karte) | Torturm                             | | 094 17932          | Baudenkmal                       | Weitere Bilder |
| Uenglinger Straße 3 (Karte) | Friedhof                            | Friedhof Stendal | 094 76244          | Baudenkmal                       | Friedhof |
| Vogelstraße 1a (Karte) | Garage                              | | 094 75318          | Baudenkmal                       | Garage |
| Weberstraße 9 (Karte) | Wohnhaus                            | | 094 75860          | Baudenkmal                       | BW |
| Weberstraße 1, 2, 3 (Karte) | Wohnhaus                            | | 094 75855          | Baudenkmal                       | Wohnhaus |
| Weberstraße 17 (Karte) | Wohnhaus                            | | 094 75866          | Baudenkmal                       | BW |
| Weberstraße 18, Südwestliche Altstadt (Karte) | Wohnhaus                            | | 094 75867          | Baudenkmal                       | BW |
| Weberstraße 19 (Karte) | Wohnhaus                            | | 094 75868          | Baudenkmal                       | Wohnhaus |
| Weberstraße 26 (Karte) | Wohnhaus                            | | 094 75873          | Baudenkmal                       | Wohnhaus |
| Weberstraße 27 (Karte) | Krankenhaus                         | | 094 75874          | Baudenkmal                       | Krankenhaus |
| Wendstraße 31, am Nordwall (Karte) | Kapelle des Johanniterkrankenhauses | neoklassizistische Kapelle von 1913/14, 2017 als Denkmal ausgewiesen | 107 35029          | Baudenkmal                       | Kapelle des Johanniterkrankenhauses |
| Westwall 16 (Karte) | Wohnhaus                            | | 094 76616          | Baudenkmal                       | BW |
| Westwall 19 (Karte) | Herberge                            | Christliche Herberge zur Heimat | 094 76572          | Baudenkmal                       | Herberge |
| Westwall 26, Im Stadtgraben am Mönchskirchhof (Karte) | Schule                              | Winckelmann-Gymnasium Haus A | 094 75885          | Baudenkmal                       | Schule |
| Westwall 44 (Karte) | Stift                               | | 094 76233          | Baudenkmal                       | Stift |
| Winckelmannplatz (Karte) | Winckelmann-Denkmal                 | 1859 errichtetes Denkmal für Johann Joachim Winckelmann | 094 18306          | Baudenkmal                       | Winckelmann-Denkmal |
| Winckelmannstraße 1 (Karte) | Wohnhaus                            | | 094 75886          | Baudenkmal                       | Wohnhaus |
| Winckelmannstraße 5 (Karte) | Wohnhaus                            | | 094 76609          | Baudenkmal                       | Wohnhaus |
| Winckelmannstraße 7 (Karte) | Wohnhaus                            | | 094 75891          | Baudenkmal                       | BW |
| Winckelmannstraße 8 (Karte) | Wohnhaus                            | | 094 75892          | Baudenkmal                       | Wohnhaus |
| Winckelmannstraße 10 (Karte) | Wohnhaus                            | | 094 75894          | Baudenkmal                       | Wohnhaus |
| Winckelmannstraße 11 (Karte) | Wohnhaus                            | | 094 75895          | Baudenkmal                       | Wohnhaus |
| Winckelmannstraße 12 (Karte) | Ackerbürgerhaus                     | | 094 75896          | Baudenkmal                       | Ackerbürgerhaus |
| Winckelmannstraße 17 (Karte) | Wohnhaus                            | | 094 76610          | Baudenkmal                       | Wohnhaus |
| Winckelmannstraße 36 (Karte) | Wohnhaus                            | | 094 75906          | Baudenkmal                       | Wohnhaus |
| Winckelmannstraße 38 (Karte) | Ackerbürgerhaus                     | | 094 75907          | Baudenkmal                       | Ackerbürgerhaus |
| Wüste Worth 7 (Karte) | Wohnhaus                            | | 094 18307          | Baudenkmal                       | BW |
| Wüste Worth 15 (Karte) | Wohnhaus                            | | 094 75725          | Baudenkmal                       | Wohnhaus |

### Arnim
| Lage | Bezeichnung | Beschreibung                  | Erfassungs- nummer | Ausweisungsart | Bild           |
| --- | ----------- | ----------------------------- | ------------------ | -------------- | -------------- |
| Südlich des Dorfes, in südlicher Verlängerung der Straße Am Wald, östlich des nach Staffelde führenden Weges (Karte) | Grabmal     |                               | 094 09881          | Baudenkmal     | Weitere Bilder |
| Am Wald (Karte) | Kirche      | Evangelische Dorfkirche Arnim | 094 18498          | Baudenkmal     | Weitere Bilder |
| Arnimer Dorfstraße 2, 4 (Karte)                                                                                      | Herrenhaus  |                               | 094 76632          | Baudenkmal     | Herrenhaus     |
| Arnimer Dorfstraße 29 (Karte)                                                                                        | Bauernhaus  |                               | 094 09882          | Baudenkmal     | Bauernhaus     |

### Bindfelde
| Lage                                                             | Bezeichnung | Beschreibung | Erfassungs- nummer | Ausweisungsart | Bild           |
| ---------------------------------------------------------------- | ----------- | ------------ | ------------------ | -------------- | -------------- |
| Bindfelder Dorfstraße 20 (früher Dorfstraße 30) (Karte)          | Bauernhaus  |              | 094 76628          | Baudenkmal     | Bauernhaus     |
| Gegenüber Bindfelder Dorfstraße 1 (früher Dorfstraße 38) (Karte) | Kirche      |              | 094 18435          | Baudenkmal     | Weitere Bilder |

### Borstel
| Lage                                                               | Bezeichnung  | Beschreibung | Erfassungs- nummer | Ausweisungsart | Bild |
| ------------------------------------------------------------------ | ------------ | ------------ | ------------------ | -------------- | --- |
| Am Borsteler Bahnhof 2 (Karte)                                     | Bahnhof      |              | 094 76569          | Baudenkmal     | BW |
| Lindenplatz Zwischen Borsteler Straße 12 und Lindenplatz 4 (Karte) | Häusergruppe |              | 094 76273          | Denkmalbereich | [[Vorlage:Bilderwunsch/code!/C:52.6433,11.8371!/D:Lindenplatz Zwischen Borsteler Straße 12 und Lindenplatz 4,!/\|BW]] |
| Lindenplatz (Karte)                                                | Kirche       |              | 094 18040          | Baudenkmal     | Weitere Bilder |
| Osterburger Straße 250 Südwestlich der Ortslage Borstel (Karte)    | Kaserne      | Fliegerhorst | 094 76416          | Baudenkmal     | [[Vorlage:Bilderwunsch/code!/C:52.6379,11.8282!/D:Osterburger Straße 250 Südwestlich der Ortslage Borstel,!/\|BW]]    |

### Buchholz
| Lage                                              | Bezeichnung             | Beschreibung                                                            | Erfassungs- nummer | Ausweisungsart | Bild                    |
| ------------------------------------------------- | ----------------------- | ----------------------------------------------------------------------- | ------------------ | -------------- | ----------------------- |
| Hauptstraße (Karte)                               | Dorfkirche Buchholz     | Kirche Evangelische Kirche                                              | 094 75689          | Baudenkmal     | Weitere Bilder          |
| Hauptstraße Angrenzend an den Pfarrgarten (Karte) | Kriegerdenkmal Buchholz | Kriegerdenkmal Denkmal für die Opfer des Ersten Weltkriegs aus Buchholz | 094 76258          | Baudenkmal     | Kriegerdenkmal Buchholz |
| Hauptstraße 15, 29, 42                            | Häusergruppe            | Häusergruppe                                                            | 094 76263          | Denkmalbereich | Häusergruppe            |
| Hauptstraße 26; Inselweg 1 (Karte)                | Pfarrhof                | Pfarrhof                                                                | 094 75784          | Baudenkmal     | Pfarrhof                |
| Steege 12 (Karte)                                 | Versorgungseinrichtung  | Versorgungseinrichtung                                                  | 094 76299          | Baudenkmal     | Versorgungseinrichtung  |

### Börgitz
| Lage                                                                                | Bezeichnung    | Beschreibung  | Erfassungs- nummer | Ausweisungsart | Bild |
| ----------------------------------------------------------------------------------- | -------------- | ------------- | ------------------ | -------------- | --- |
| Ecke Börgitzer Dorfstraße/Hillerslebener Straße (Karte)                             | Kriegerdenkmal |               | 094 76414          | Baudenkmal     | Kriegerdenkmal |
| Börgitzer Dorfstraße 26 (Karte)                                                     | Wohnhaus       |               | 094 76514          | Baudenkmal     | BW |
| Börgitzer Dorfstraße 88, 86, 84, 82 Lindenweg 1, 2, 3 Wilhelmseiche 1 bis 7 (Karte) | Siedlung       | Wilhelmseiche | 094 76407          | Denkmalbereich | [[Vorlage:Bilderwunsch/code!/C:52.5457,11.6153!/D:Börgitzer Dorfstraße 88, 86, 84, 82 Lindenweg 1, 2, 3 Wilhelmseiche 1 bis 7,!/\|BW]] |
| Zur Wassermühle 3 (Karte)                                                           | Mühlenhof      |               | 094 76415          | Baudenkmal     | BW |

### Dahlen
| Lage | Bezeichnung    | Beschreibung | Erfassungs- nummer | Ausweisungsart | Bild           |
| --- | -------------- | ------------ | ------------------ | -------------- | -------------- |
| Südöstlich des Dorfes an der Gabelung der Straße nach Dahrenstedt und des Feldweges nach Heeren (Karte) | Wegweiser      |              | 094 76474          | Kleindenkmal   | Wegweiser      |
| Südöstlich des Dorfes an der Gabelung der Straße nach Dahrenstedt und des Feldweges nach Heeren (Karte) | Wegestein      |              |                    | Kleindenkmal   | BW             |
| Dorfstraße (Karte)                                                                                      | Kirche         |              | 094 75914          | Baudenkmal     | Kirche         |
| Dorfstraße Bei der Kirche (Karte)                                                                       | Kriegerdenkmal |              | 094 75915          | Baudenkmal     | Kriegerdenkmal |
| Dorfstraße/Dahrenstedter Straße (Karte)                                                                 | Distanzstein   |              | 094 75810          | Kleindenkmal   | BW             |

### Dahrenstedt
| Lage                             | Bezeichnung | Beschreibung                        | Erfassungs- nummer | Ausweisungsart | Bild           |
| -------------------------------- | ----------- | ----------------------------------- | ------------------ | -------------- | -------------- |
| Dahrenstedter Dorfstraße (Karte) | Kirche      | Evangelische Dorfkirche Dahrenstedt | 094 75928          | Baudenkmal     | Weitere Bilder |

### Döbbelin
| Lage                             | Bezeichnung | Beschreibung                         | Erfassungs- nummer | Ausweisungsart | Bild           |
| -------------------------------- | ----------- | ------------------------------------ | ------------------ | -------------- | -------------- |
| Döbbeliner Dorfstraße (Karte)    | Kirche      | Evangelische Dorfkirche Döbbelin     | 094 75941          | Baudenkmal     | Weitere Bilder |
| Döbbeliner Dorfstraße 18 (Karte) | Rittergut   | Rittergut Döbbelin, Schloss Döbbelin | 094 75942          | Baudenkmal     | Rittergut      |

### Gohre
| Lage               | Bezeichnung | Beschreibung                  | Erfassungs- nummer | Ausweisungsart | Bild           |
| ------------------ | ----------- | ----------------------------- | ------------------ | -------------- | -------------- |
| Dorfstraße (Karte) | Backhaus    |                               | 094 75923          | Baudenkmal     | BW             |
| Dorfstraße (Karte) | Kirche      | Evangelische Dorfkirche Gohre | 094 75922          | Baudenkmal     | Weitere Bilder |
| Dorfstraße (Karte) | Denkmal     | Kriegerdenkmal Gohre          | 094 75920          | Kleindenkmal   | BW             |

### Groß Schwechten
| Lage | Bezeichnung  | Beschreibung | Erfassungs- nummer | Ausweisungsart | Bild |
| --- | ------------ | ------------ | ------------------ | -------------- | --- |
| Am Storchennest 3 (Karte)                                                                                           | Bauernhaus   |              | 094 25477          | Baudenkmal     | BW |
| An der Kirche (Karte)                                                                                               | Kirche       |              | 094 18461          | Baudenkmal     | Weitere Bilder |
| An der Kirche 3 (Karte)                                                                                             | Bauernhaus   |              | 094 25474          | Baudenkmal     | Bauernhaus |
| An der Kirche 8 (früher 7) (Karte)                                                                                  | Pfarrhaus    |              | 094 25473          | Baudenkmal     | Pfarrhaus |
| An der Kirche 4 und 6 (früher 9) (Karte)                                                                            | Bauernhaus   |              | 094 25472          | Baudenkmal     | Bauernhaus |
| Endstraße 2 bis Ecke Rhinstraße/Friedensstraße (früher Einestraße 2 Ecke Osterburger Straße/Friedensstraße) (Karte) | Bauernhof    |              | 094 25475          | Baudenkmal     | [[Vorlage:Bilderwunsch/code!/C:52.6838,11.8092!/D:Endstraße 2 bis Ecke Rhinstraße/Friedensstraße (früher Einestraße 2 Ecke Osterburger Straße/Friedensstraße),!/\|BW]] |
| Rhinstraße 9, 11, 13, 15 (früher 3, 5a, 20, 22, 25) (Karte)                                                         | Häusergruppe |              | 094 25476          | Denkmalbereich | Häusergruppe |

### Heeren
| Lage                                            | Bezeichnung    | Beschreibung | Erfassungs- nummer | Ausweisungsart | Bild           |
| ----------------------------------------------- | -------------- | ------------ | ------------------ | -------------- | -------------- |
| Kirchgasse (Karte)                              | Kirche         |              | 094 18468          | Baudenkmal     | Kirche         |
| Sälinger Straße Ecke Ostheerener Straße (Karte) | Kriegerdenkmal |              | 094 76710          | Kleindenkmal   | Kriegerdenkmal |
| Sälinger Straße 10 (Karte)                      | Bauernhof      |              | 094 75561          | Baudenkmal     | Bauernhof      |
| Sälinger Straße 13 (Karte)                      | Altenteil      |              | 094 76711          | Baudenkmal     | Altenteil      |
| Westheerener Straße 17 (Karte)                  | Bauernhof      |              | 094 76712          | Baudenkmal     | BW             |

### Insel
| Lage    | Bezeichnung      | Beschreibung                                                                   | Erfassungs- nummer | Ausweisungsart | Bild           |
| ------- | ---------------- | ------------------------------------------------------------------------------ | ------------------ | -------------- | -------------- |
| (Karte) | Dorfkirche Insel | Die romanische Kirche wurde um 1172 erbaut, der Turm wurde später hinzugefügt. | 094 76325          | Baudenkmal     | Weitere Bilder |

### Jarchau
| Lage               | Bezeichnung    | Beschreibung                      | Erfassungs- nummer | Ausweisungsart | Bild           |
| ------------------ | -------------- | --------------------------------- | ------------------ | -------------- | -------------- |
| Kirchstege (Karte) | Kirche         |                                   | 094 18475          | Baudenkmal     | Weitere Bilder |
| Kirchstege (Karte) | Grabplatte     | An der Außenmauer der Chorwand    | 094 76713          | Kleindenkmal   | Grabplatte     |
| Kirchstege (Karte) | Kriegerdenkmal | In die Friedhofsmauer eingelassen | 094 76714          | Kleindenkmal   | Kriegerdenkmal |

### Klein Möringen
| Lage                                                              | Bezeichnung  | Beschreibung | Erfassungs- nummer | Ausweisungsart | Bild   |
| ----------------------------------------------------------------- | ------------ | ------------ | ------------------ | -------------- | ------ |
| Am östlichen Ortseingang vor Klein Möringer Dorfstraße 15 (Karte) | Distanzstein |              | 094 76592          | Kleindenkmal   | BW     |
| Klein Möringer Dorfstraße (Karte)                                 | Kirche       |              | 094 10454          | Baudenkmal     | Kirche |

### Möringen
| Lage                                                                                           | Bezeichnung  | Beschreibung   | Erfassungs- nummer | Ausweisungsart | Bild           |
| ---------------------------------------------------------------------------------------------- | ------------ | -------------- | ------------------ | -------------- | -------------- |
| Ca. 2 km östlich vom Ort                                                                       | Distanzstein |                | 094 10448          | Baudenkmal     |                |
| An der Kreuzung der Stendaler Straße mit der Gartenstraße vor dem Haus Gartenstraße 39 (Karte) | Distanzstein |                | 094 10054          | Kleindenkmal   | BW             |
| Jägerweg, früher „Am Mühlenberg“ (Karte)                                                       | Sühnekreuz   | Sandsteinkreuz | 094 09434          | Kleindenkmal   | Sühnekreuz     |
| Gartenstraße 14, 14a (Karte)                                                                   | Rittergut    |                | 094 36565          | Baudenkmal     | Rittergut      |
| Gartenstraße 15 (Karte)                                                                        | Kirche       | St. Leonhard   | 094 10433          | Baudenkmal     | Weitere Bilder |

### Nahrstedt
| Lage                                      | Bezeichnung | Beschreibung | Erfassungs- nummer | Ausweisungsart | Bild           |
| ----------------------------------------- | ----------- | ------------ | ------------------ | -------------- | -------------- |
| An der Ostseite des Deetzer Weges (Karte) | Stall       |              | 094 75770          | Baudenkmal     | BW             |
| Nahrstedter Dorfstraße (Karte)            | Kirche      |              | 094 10606          | Baudenkmal     | Weitere Bilder |
| Nahrstedter Dorfstraße 12 (Karte)         | Pfarrhof    |              | 094 76588          | Baudenkmal     | BW             |

### Neuendorf am Speck
| Lage                                   | Bezeichnung  | Beschreibung                  | Erfassungs- nummer | Ausweisungsart | Bild                                                                                      |
| -------------------------------------- | ------------ | ----------------------------- | ------------------ | -------------- | ----------------------------------------------------------------------------------------- |
| x (Karte)                              | Häusergruppe | Ortskern um die Kirche        | 094 18462          | Denkmalbereich | BW                                                                                        |
| Neuendorf am Speck (Karte)             | Kirche       | Dorfkirche Neuendorf am Speck | 094 18463          | Baudenkmal     | Kirche                                                                                    |
| Neuendorf am Speck Am Kirchhof (Karte) | Pfarrhaus    |                               | 094 25478          | Baudenkmal     | [[Vorlage:Bilderwunsch/code!/C:52.6665,11.7865!/D:Neuendorf am Speck Am Kirchhof,!/\|BW]] |
| Neuendorf am Speck 30 (Karte)          | Bauernhaus   |                               | 094 25479          | Baudenkmal     | BW                                                                                        |

### Peulingen
| Lage                | Bezeichnung | Beschreibung         | Erfassungs- nummer | Ausweisungsart | Bild           |
| ------------------- | ----------- | -------------------- | ------------------ | -------------- | -------------- |
| x                   | Altar       |                      | 094 18465          | Baudenkmal     |                |
| Peulingen 8 (Karte) | Bauernhof   |                      | 094 25480          | Baudenkmal     | BW             |
| Peulingen (Karte)   | Kirche      | Dorfkirche Peulingen | 094 18464          | Baudenkmal     | Weitere Bilder |

### Röxe
| Lage                                                           | Bezeichnung                        | Beschreibung                                                                        | Erfassungs- nummer | Ausweisungsart               | Bild           |
| -------------------------------------------------------------- | ---------------------------------- | ----------------------------------------------------------------------------------- | ------------------ | ---------------------------- | -------------- |
| Kirchstraße (Karte)                                            | Alte Dorfkirche Röxe               | Kirche                                                                              | 094 18292          | Baudenkmal                   | Weitere Bilder |
| Lüderitzer Straße (Karte)                                      | Sowjetischer Ehrenfriedhof Stendal | Friedhof                                                                            | 094 18044          | Baudenkmal                   | Weitere Bilder |
| Lüderitzer Straße, Sowjetischer Ehrenfriedhof (Karte)          | Denkmal                            |                                                                                     | 094 18044 001      | Teilobjekt eines Baudenkmals | BW             |
| Dahrenstedter Weg 25 (früher Lüderitzer Straße) (Karte)        | Villa                              | Villa Arnoldsche Fabrikantenvilla (Sozialstation Süd, davor u.a STIMA Kindergarten) | 094 76395          | Baudenkmal                   | Villa          |
| Lüderitzer Straße 3 (früher Lüderitzer Straße 101/102) (Karte) | Fabrik                             | Fabrik Werkhalle der Eisenmöbelfabrik L.&C. Arnold                                  | 094 75705          | Baudenkmal                   | Fabrik         |
| Lüderitzer Straße 11, 11a, 13, 15, 17, 19 (Karte)              | Wohnanlage                         | Wohnanlage                                                                          | 094 75705 001      | Teilobjekt eines Baudenkmals | BW             |
| Dahrenstedter Weg 25 (Karte)                                   | Villa                              | Villa                                                                               | 094 75705 002      | Teilobjekt eines Baudenkmals | BW             |
| Schulstraße (Karte)                                            | Lutherkirche                       | Kirche                                                                              | 094 76393          | Baudenkmal                   | Lutherkirche   |
| Schulstraße 4 (Karte)                                          | Pfarrhaus                          |                                                                                     | 094 76394          | Baudenkmal                   | BW             |

### Staats
| Lage                 | Bezeichnung | Beschreibung | Erfassungs- nummer | Ausweisungsart | Bild           |
| -------------------- | ----------- | ------------ | ------------------ | -------------- | -------------- |
| (Karte)              | Kirche      |              | 094 18497          | Baudenkmal     | Weitere Bilder |
| Zur Mühle 13 (Karte) | Mühle       |              | 094 18496          | Baudenkmal     | BW             |

### Staffelde
| Lage | Bezeichnung    | Beschreibung | Erfassungs- nummer | Ausweisungsart | Bild           |
| --- | -------------- | ------------ | ------------------ | -------------- | -------------- |
| In Verlängerung des Waldweges nach Norden nach ca. 1 km auf der südöstlichen Seite der Kreuzung bei einer Kiesgrube (Karte) | Wegweiser      |              | 094 76631          | Kleindenkmal   | BW             |
| Staffelder Hauptstraße Auf der Mitte des Platzes, südlich von Staffelder Hauptstraße (Karte)                                | Kriegerdenkmal |              | 094 75966          | Baudenkmal     | Kriegerdenkmal |
| Staffelder Hauptstraße 10 (Karte)                                                                                           | Wohnhaus       |              | 094 75314          | Baudenkmal     | Wohnhaus       |
| Staffelder Hauptstraße 12 (Karte)                                                                                           | Kirche         |              | 094 75967          | Baudenkmal     | Weitere Bilder |
| Staffelder Hauptstraße 15 (Karte)                                                                                           | Bauernhaus     |              | 094 76629          | Baudenkmal     | Bauernhaus     |
| Storkauer Straße 1 (Karte)                                                                                                  | Pfarrhaus      |              | 094 75968          | Baudenkmal     | Pfarrhaus      |
| Storkauer Straße 14, 16 (Karte)                                                                                             | Bauernhaus     |              | 094 76630          | Baudenkmal     | Bauernhaus     |

### Tornau
| Lage                           | Bezeichnung | Beschreibung                   | Erfassungs- nummer | Ausweisungsart | Bild           |
| ------------------------------ | ----------- | ------------------------------ | ------------------ | -------------- | -------------- |
| Am westlichen Ortsrand (Karte) | Mühle       | Bockwindmühle Tornau           | 094 75944          | Baudenkmal     | Weitere Bilder |
| Tornauer Dorfstraße 22 (Karte) | Wohnturm    |                                | 094 75945          | Baudenkmal     | Wohnturm       |
| Tornauer Dorfstraße 23 (Karte) | Kirche      | Evangelische Dorfkirche Tornau | 094 75946          | Baudenkmal     | Weitere Bilder |

### Uchtspringe
| Lage | Bezeichnung         | Beschreibung                                                              | Erfassungs- nummer     | Ausweisungsart               | Bild                |
| --- | ------------------- | ------------------------------------------------------------------------- | ---------------------- | ---------------------------- | ------------------- |
| Westlich des Krankenhauses, auf dem Kiesberg | Gedenkstätte        |                                                                           | 094 18515              | Baudenkmal                   |                     |
| Ca. 1,6 km südlich vom OT Wilhelmshof am Vinzelberger Weg (= Waldweg) (Karte) | Wegweiser           | Wegweiser                                                                 | 094 76413              | Baudenkmal                   | BW                  |
| Alte Hauptstraße, Amselweg, Birkenweg, Bleulerstraße, Dr.-Robert-Koch-Straße, Friedhofstraße, Goethestraße, Humboldtstraße, Kantstraße, Karl-Jaspers-Straße, Kraepelinstraße, Prof.-Alt-Straße, Rosenweg, Schnöggersburger Weg Virchower Weg, Waldfrieden (früher AWG), Wilhelmshofer Straße, Willy-Brandt-Straße, Zum alten Gut | Krankenhaus         |                                                                           | 094 75787              | Baudenkmal                   |                     |
| Dr.-Robert-Koch-Straße, auf dem Klinikgelände (Karte) | Kirche              | Kirche Evangelische Kirche der Landesheil- und -pflegeanstalt Uchtspringe | 094 75787 001          | Teilobjekt eines Baudenkmals | Weitere Bilder      |
| Wilhelmshofer Straße (Karte) | Bahnhof Uchtspringe | Bahnhof Stilllegung 1997 nach Verlegung der Bahnstrecke neben die B188    | 094 75787 000000000002 | Teilobjekt eines Baudenkmals | Bahnhof Uchtspringe |

### Uenglingen
| Lage                                                     | Bezeichnung | Beschreibung | Erfassungs- nummer | Ausweisungsart | Bild           |
| -------------------------------------------------------- | ----------- | --- | ------------------ | -------------- | -------------- |
| Lange Straße Lange Straße Ecke Kleine Straße (Karte)     | Kirche      | Die evangelische Kirche St. Georg wurde wahrscheinlich Ende des 12. Jahrhunderts erbaut. Es ist ein Saalbau aus Feldstein mit einem quadratischen Turm im Westen der Kirch und einen eingezogenen, quadratischen Chor im Osten der Kirche, Der Turm hat ein Satteldach, darauf befindet sich ein Dachreiter. Der südliche Anbau wurde in der Zeit von 1709 bis 1720 erbaut. Im Inneren befindet sich ein Kanzelaltar aus dem Jahr 1709/1710. Die Sandsteintaufe trägt das Jahr 1465. | 094 18517          | Baudenkmal     | Weitere Bilder |
| Unter den Linden 6 Gutshof am östlichen Ortsende (Karte) | Herrenhaus  | Gutshof 1 | 094 25424          | Baudenkmal     | Herrenhaus     |

### Vinzelberg
| Lage                                                                        | Bezeichnung             | Beschreibung | Erfassungs- nummer | Ausweisungsart | Bild |
| --------------------------------------------------------------------------- | ----------------------- | ------------ | ------------------ | -------------- | --- |
| Käthener Straße 1 (Karte)                                                   | Wohn- und Geschäftshaus |              | 094 76576          | Baudenkmal     | BW |
| Käthener Straße 6 (Karte)                                                   | Bauernhof               |              | 094 76577          | Baudenkmal     | BW |
| Vinzelberger Straße (Karte)                                                 | Kirche                  |              | 094 18521          | Baudenkmal     | Kirche |
| Vinzelberger Straße 27, 29 Vollenschierer Weg am Südende des Dorfes (Karte) | Gutshof                 |              | 094 18519          | Baudenkmal     | [[Vorlage:Bilderwunsch/code!/C:52.55536,11.66236!/D:Vinzelberger Straße 27, 29 Vollenschierer Weg am Südende des Dorfes,!/\|BW]] |
| Waldweg 1 (Karte)                                                           | Villa                   |              | 094 76575          | Baudenkmal     | BW |

### Volgfelde
| Lage                     | Bezeichnung | Beschreibung | Erfassungs- nummer | Ausweisungsart | Bild   |
| ------------------------ | ----------- | --- | ------------------ | -------------- | ------ |
| Börgitzer Straße (Karte) | Kirche      | Die evangelische Dorfkirche ist im Ursprung eine romanische Saalbau aus Feldstein. Im Osten befindet sich eine Apsis und im Westen ein Turm. Im 18. und 19. Jahrhundert wurde die Kirche renoviert und wesentlich umgebaut. Die Ausstattung im Inneren stammt im Wesentlichen aus dem Ende des 19. Jahrhunderts. | 094 18522          | Baudenkmal     | Kirche |

### Vollenschier
| Lage                                            | Bezeichnung             | Beschreibung | Erfassungs- nummer | Ausweisungsart               | Bild           |
| ----------------------------------------------- | ----------------------- | ------------ | ------------------ | ---------------------------- | -------------- |
| x (Karte)                                       | Kröpelwarte             | Warte        | 094 18528          | Baudenkmal                   | BW             |
| Zum Gänseteich 4, 6, 8 (Karte)                  | Gutsarbeiterhaus        |              | 094 76317          | Baudenkmal                   | BW             |
| Zur Kirche 3 Westlicher Teil des Dorfes (Karte) | Gut Vollenschier        | Rittergut    | 094 18532          | Baudenkmal                   | Weitere Bilder |
| Zur Kirche, Flur 11, Flurstück 58/36 (Karte)    | Gutskirche Vollenschier | Kirche       | 094 18532 001      | Teilobjekt eines Baudenkmals | Weitere Bilder |

### Wahrburg
| Lage                                  | Bezeichnung      | Beschreibung            | Erfassungs- nummer | Ausweisungsart | Bild             |
| ------------------------------------- | ---------------- | ----------------------- | ------------------ | -------------- | ---------------- |
| Altedorfstraße 1 (Karte)              | Schule           |                         | 094 76203          | Baudenkmal     | Schule           |
| Altedorfstraße 6 (Karte)              | Wohnhaus         |                         | 094 76204          | Baudenkmal     | BW               |
| Altedorfstraße 22 (Karte)             | Bauernhof        |                         | 094 76205          | Baudenkmal     | Bauernhof        |
| Altedorfstraße 31 (Karte)             | Wohnhaus         | Versuchslehmhaus        | 094 75970          | Baudenkmal     | Wohnhaus         |
| Altedorfstraße 35 (Karte)             | Bauernhof        |                         | 094 75971          | Baudenkmal     | Bauernhof        |
| Altedorfstraße 40 (Karte)             | Wohnhaus         |                         | 094 75972          | Baudenkmal     | Wohnhaus         |
| Altedorfstraße 42 (Karte)             | Schule           |                         | 094 76206          | Baudenkmal     | BW               |
| Altedorfstraße 44 (Karte)             | Wohnhaus         |                         | 094 75973          | Baudenkmal     | Wohnhaus         |
| Altedorfstraße 50, 51, 52, 53 (Karte) | Gutsarbeiterhaus |                         | 094 76207          | Baudenkmal     | Gutsarbeiterhaus |
| Am Glockenberg (Karte)                | Kirche           | Christuskirche Wahrburg | 094 75969          | Baudenkmal     | Weitere Bilder   |
| Am Glockenberg 1 (Karte)              | Feuerwache       |                         | 094 75975          | Baudenkmal     | Feuerwache       |
| Am Glockenberg 5 (Karte)              | Wohnhaus         |                         | 094 75974          | Baudenkmal     | Wohnhaus         |
| Tornauer Straße 62 (Karte)            | Gasthof          |                         | 094 75976          | Baudenkmal     | Gasthof          |

### Welle
| Lage                                            | Bezeichnung | Beschreibung | Erfassungs- nummer | Ausweisungsart | Bild     |
| ----------------------------------------------- | ----------- | --- | ------------------ | -------------- | -------- |
| Weller Dorfstraße Südlich des Gutshofes (Karte) | Kirche      | Die evangelische Gutskirche stammt im Ursprung aus der zweiten Hälfte des 12. Jahrhunderts. Es ist ein Saalbau aus Feldstein mit einem eingezogenen, rechteckigen Chor und einem quadratischen Westturm. Der Turm hat ein Satteldach. Von der Ausstattung im Inneren ist nichts erhalten.                                                                         | 094 75929          | Baudenkmal     | Kirche   |
| Weller Dorfstraße 21, 25 (Karte)                | Gutshof     | Das ehemalige Gutshaus des Gutshofes wurde 1820 erbaut. Das Gut gehörte der Familie von Bismarck. Es ist ein eingeschossiger Bau mit einem Mansardwalmdach im klassizistischen Stil. Die Fassade ist geprägt von einem dreiachsigen Mittelrisalit mit einem Flachgiebel. Anfang des 20. Jahrhunderts wurde auf der Rückseite ein Altan mit sechs Säulen angebaut. | 094 75930          | Baudenkmal     | Gutshof  |
| Weller Dorfstraße 26, 24 (Karte)                | Wohnhaus    | | 094 76619          | Baudenkmal     | Wohnhaus |

### Wittenmoor
| Lage                                                                                          | Bezeichnung         | Beschreibung              | Erfassungs- nummer | Ausweisungsart | Bild    |
| --------------------------------------------------------------------------------------------- | ------------------- | ------------------------- | ------------------ | -------------- | ------- |
| Am Fenn zwischen Nr. 2 und 4 (Karte)                                                          | Feuerwehrgerätehaus |                           | 094 76320          | Baudenkmal     | BW      |
| Südlich des Gutsparks, westlich des Weges Zum Schäferhof, nördlich der Straße Am Fenn (Karte) | Kirche              |                           | 094 76321          | Baudenkmal     | Kirche  |
| Platz zwischen der verschwenkenden Am Mühlenfeld (Hauptstraße) und Am Fenn (Karte)            | Kriegerdenkmal      |                           | 094 76318          | Baudenkmal     | BW      |
| Am Fenn 1 (Karte)                                                                             | Wohnhaus            |                           | 094 76322          | Baudenkmal     | BW      |
| Am Fenn 5 (Karte)                                                                             | Schule              |                           | 094 76274          | Baudenkmal     | BW      |
| Am Mühlenfeld 4 Nördlicher Teil des Dorfes (Karte)                                            | Gutshof             | Rittergut von Alvensleben | 094 18530          | Baudenkmal     | Gutshof |
| Am Mühlenfeld 33 (Hauptstraße 33) (Karte)                                                     | Wohnhaus            |                           | 094 76319          | Baudenkmal     | BW      |

## Ehemalige Kulturdenkmale nach Ortsteilen
Die nachfolgenden Objekte waren ursprünglich ebenfalls denkmalgeschützt oder wurden in der Literatur als Kulturdenkmale geführt. Die Denkmale bestehen heute jedoch nicht mehr, ihre Unterschutzstellung wurde aufgehoben oder sie werden nicht mehr als Denkmale betrachtet.

### Arnim
| Lage          | Bezeichnung | Beschreibung | Erfassungs- nummer | Ausweisungsart | Bild |
| ------------- | ----------- | ------------ | ------------------ | -------------- | ---- |
| Haus Nummer 8 | Brunnen     |              | 094 09757          | Baudenkmal     |      |

### Buchholz
| Lage                                        | Bezeichnung | Beschreibung                            | Erfassungs- nummer | Ausweisungsart | Bild                                                                                             |
| ------------------------------------------- | ----------- | --------------------------------------- | ------------------ | -------------- | ------------------------------------------------------------------------------------------------ |
| Grüne Straße im Ort                         | Brunnen     |                                         | 094 75977          | Baudenkmal     |                                                                                                  |
| Im Winkel Nördlich von Im Winkel 14 (Karte) | Stall       | Stall keine Bebauung mehr vorhanden     | 094 76257          | Baudenkmal     | [[Vorlage:Bilderwunsch/code!/C:52.53853,11.79056!/D:Im Winkel Nördlich von Im Winkel 14,!/\|BW]] |
| Im Winkel 14 (Karte)                        | Bauernhof   | Bauernhof keine Bebauung mehr vorhanden | 094 75683          | Baudenkmal     | BW                                                                                               |

### Dahlen
| Lage                       | Bezeichnung  | Beschreibung | Erfassungs- nummer | Ausweisungsart | Bild |
| -------------------------- | ------------ | ------------ | ------------------ | -------------- | ---- |
| Dorfstraße 28              | Wohnhaus     |              | 094 75916          | Baudenkmal     |      |
| Dorfstraße 28,29,30,30a,31 | Häusergruppe |              | 094 75918          | Denkmalbereich |      |
| Dorfstraße 29              | Wohnhaus     |              | 094 75917          | Baudenkmal     |      |
| Dorfstraße 31              | Bauernhof    |              | 094 75919          | Baudenkmal     |      |

### Döbbelin
| Lage                     | Bezeichnung | Beschreibung | Erfassungs- nummer | Ausweisungsart | Bild |
| ------------------------ | ----------- | ------------ | ------------------ | -------------- | ---- |
| Döbbeliner Dorfstraße 15 | Wohnhaus    |              | 094 75943          | Baudenkmal     |      |

### Gohre
| Lage          | Bezeichnung | Beschreibung | Erfassungs- nummer | Ausweisungsart | Bild |
| ------------- | ----------- | ------------ | ------------------ | -------------- | ---- |
| Dorfstraße    | Denkmal     |              | 094 75921          | Baudenkmal     |      |
| Dorfstraße    | Scheune     |              | 094 75924          | Baudenkmal     |      |
| Dorfstraße    | Wohnhaus    |              | 094 75926          | Baudenkmal     |      |
| Dorfstraße 29 | Wohnhaus    |              | 094 75927          | Baudenkmal     |      |

### Hansestadt Stendal
| Lage                                   | Bezeichnung             | Beschreibung | Erfassungs- nummer | Ausweisungsart | Bild           |
| -------------------------------------- | ----------------------- | --- | ------------------ | -------------- | -------------- |
| Altes Dorf 2 (Karte)                   | Wohnhaus                | Vor 2017 durch Neubau ersetzt. | 094 75238          | Baudenkmal     | BW             |
| Altes Dorf 18                          | Wohnhaus                | | 094 75246          | Baudenkmal     |                |
| Altes Dorf 29                          | Wohnhaus                | nicht mehr vorhanden, vor 2017 durch einen Neubau ersetzt                                                                                  | 094 75256          | Baudenkmal     |                |
| Am Dom 4                               | Wohnhaus                | | 094 75667          | Baudenkmal     |                |
| Am Dom 5                               | Wohnhaus                | | 094 75668          | Baudenkmal     |                |
| Am Dom 10                              | Wohnhaus                | | 094 75670          | Baudenkmal     |                |
| Am Dom 11                              | Wohnhaus                | | 094 75671          | Baudenkmal     |                |
| Arneburger Straße 140 a                | Villa                   | | 094 75680          | Baudenkmal     |                |
| Bahnhofstraße 9                        | Wohnhaus                | | 094 17943          | Baudenkmal     |                |
| Birkenhagen 1, Mittelstraße 14 (Karte) | Bäckerei                | Gebäudeteil Mittelstraße 14 vor 2018 abgerissen.                                                                                           | 094 76219          | Baudenkmal     | BW             |
| Breite Straße 41                       | Wohnhaus                | | 094 75690          | Baudenkmal     |                |
| Breite Straße 42                       | Wohnhaus                | | 094 75269          | Baudenkmal     |                |
| Breite Straße 43                       | Wohnhaus                | | 094 75270          | Baudenkmal     |                |
| Breite Straße 45                       | Wohnhaus                | | 094 75271          | Baudenkmal     |                |
| Breite Straße 47                       | Wohnhaus                | | 094 75273          | Baudenkmal     |                |
| Breite Straße 48                       | Wohn- und Geschäftshaus | | 094 75266          | Baudenkmal     |                |
| Breite Straße 55                       | Wohnhaus                | | 094 75317          | Baudenkmal     |                |
| Fabrikstraße 5 (Karte)                 | Weidling-Mühle          | Mühle Weidling-Mühle am Schwanenteich, 1903 erbaut. Ruine im Oktober 2006 durch Brand zerstört. Im Januar 2011 wurden die Reste gesprengt. | 094 75681          | Baudenkmal     | Weidling-Mühle |
| Hallstraße 36                          | Wohnhaus                | | 094 75740          | Baudenkmal     |                |
| Hoock 5/6                              | Wohnhaus                | | 094 75818          | Baudenkmal     |                |
| Karlstraße 1b                          | Glasbild                | | 094 75751          | Baudenkmal     |                |
| Kornmarkt 6                            | Wohnhaus                | Wohnhaus, vor 2019 durch einen Neubau ersetzt                                                                                              | 094 18016          | Baudenkmal     |                |
| Kornmarkt 10 (Karte)                   | Wohnhaus Kornmarkt 10   | Wohnhaus, 1997 durch einen Neubau ersetzt                                                                                                  | 094 75823          | Baudenkmal     | BW             |
| Markt (Karte)                          | Platz                   | Marktplatz | 094 18047          | Denkmalbereich | Platz          |
| Petrikirchhof 1                        | Wohnhaus                | | 094 18075          | Baudenkmal     |                |
| Petrikirchstraße 50                    | Wohnhaus                | | 094 76266          | Baudenkmal     |                |
| Priesterstraße 16                      | Wohnhaus                | | 094 76428          | Baudenkmal     |                |
| Prinzenstraße 13                       | Wohnhaus                | | 094 18096          | Baudenkmal     |                |
| Prinzenstraße 15                       | Wohnhaus                | | 094 18101          | Baudenkmal     |                |
| Prinzenstraße 16                       | Wohnhaus                | | 094 18168          | Baudenkmal     |                |
| Prinzenstraße 17                       | Wohnhaus                | | 094 18173          | Baudenkmal     |                |
| Rohrstraße 2                           | Wohnhaus                | | 094 75276          | Baudenkmal     |                |
| Rohrstraße 5 (Karte)                   | Wohnhaus                | Vor 2016 abgerissen. Unbebaut. | 094 75277          | Baudenkmal     | BW             |
| Rohrstraße 15 (Karte)                  | Wohnhaus                | | 094 75279          | Baudenkmal     | Wohnhaus       |
| Rohrstraße 16                          | Wohnhaus                | | 094 75280          | Baudenkmal     |                |
| Rohrstraße 17 (Karte)                  | Wohnhaus                | Um 2017 Abriss und durch Neubau ersetzt.                                                                                                   | 094 75281          | Baudenkmal     | BW             |
| Rohrstraße 20                          | Wohnhaus                | | 094 75282          | Baudenkmal     |                |
| Rohrstraße 21 (Karte)                  | Wohnhaus                | Um 2017 Abriss und durch Neubau ersetzt.                                                                                                   | 094 75283          | Baudenkmal     | BW             |
| Schadewachten 21 (Karte)               | Speicher                | Auf dem Hof an der südlichen Grundstücksgrenze. Im Jahre 2018 wurde auf den Mauern ein Wohnhaus errichtet.                                 | 094 76268          | Baudenkmal     | BW             |
| Scharnhorststraße 5, 7, 6, 8 (Karte)   | Speicher                | Nummer 6 und 8 vor 2017 abgerissen und durch Neubauten ersetzt.                                                                            | 094 18185          | Baudenkmal     | BW             |
| Südwall 22                             | Wohnhaus                | | 094 18294          | Baudenkmal     |                |
| Südwall 32                             | Wohnhaus                | | 094 18295          | Baudenkmal     |                |
| Tangermünder Straße 1                  | Wohnhaus                | | 094 75315          | Baudenkmal     |                |
| Uchtstraße 14                          | Wohnhaus                | | 094 76403          | Baudenkmal     |                |
| Wendstraße 31 (Karte)                  | Krankenhaus             | Johanniter-Krankenhaus. Nach 2016 abgebrochen und durch Neubau ersetzt.                                                                    | 094 18300          | Baudenkmal     | BW             |
| Winckelmannstraße 9                    | Wohnhaus                | | 094 75893          | Baudenkmal     |                |

### Tornau
| Lage                   | Bezeichnung    | Beschreibung | Erfassungs- nummer | Ausweisungsart | Bild |
| ---------------------- | -------------- | ------------ | ------------------ | -------------- | ---- |
| Tornauer Dorfstraße 20 | Wohnhaus       |              | 094 75948          | Baudenkmal     |      |
| Tornauer Dorfstraße 49 | Tagelöhnerhaus |              | 094 75947          | Baudenkmal     |      |

### Vinzelberg
| Lage               | Bezeichnung | Beschreibung | Erfassungs- nummer | Ausweisungsart   | Bild |
| ------------------ | ----------- | ------------ | ------------------ | ---------------- | ---- |
| Vizelberger Straße | Park        |              | 094 18520          | Denkmalbereich ? |      |

### Wittenmoor
| Lage | Bezeichnung | Beschreibung | Erfassungs- nummer | Ausweisungsart   | Bild |
| ---- | ----------- | ------------ | ------------------ | ---------------- | ---- |
| x    | Park        |              | 094 18529          | Denkmalbereich ? |      |
| x    | Taubenhaus  |              | 094 18527          | Baudenkmal       |      |

## Legende
In den Spalten befinden sich folgende Informationen:
- Lage: Nennt den Straßennamen und wenn vorhanden die Hausnummer des Kulturdenkmals. Die Grundsortierung der Liste erfolgt nach dieser Adresse. Der Link „Karte“ führt zu verschiedenen Kartendarstellungen und nennt die geographischen Koordinaten.
Link zu einem Kartenansichtstool, um Koordinaten zu setzen. In der Kartenansicht sind Baudenkmale ohne Koordinaten mit einem roten bzw. orangen Marker dargestellt und können in der Karte gesetzt werden. Baudenkmale ohne Bild sind mit einem blauen bzw. roten Marker gekennzeichnet, Baudenkmale mit Bild mit einem grünen bzw. orangen Marker.
- Offizielle Bezeichnung: Nennt den Namen, die Bezeichnung oder zumindest die Art des Kulturdenkmals und verlinkt, soweit vorhanden, auf den Artikel zum Objekt.
- Beschreibung: Nennt bauliche und geschichtliche Einzelheiten des Kulturdenkmals, vorzugsweise die Denkmaleigenschaften.
- Erfassungsnummer: Für jedes Kulturdenkmal wird in Sachsen-Anhalt eine 20stellige Erfassungsnummer vergeben. Die letzten zwölf Ziffern werden für die Untergliederung nach Teilobjekten genutzt und werden nur angegeben, soweit vergeben. In dieser Spalte kann sich folgendes Icon  befinden, dies führt zu Angaben zu diesem Baudenkmal bei Wikidata.
- Ausweisungsart: Die Einordnung des Denkmales nach § 2 Abs. 2 DenkmSchG LSA
- Bild: Ein Bild des Denkmales, und gegebenenfalls einen Link zu weiteren Fotos des Kulturdenkmals im Medienarchiv Wikimedia Commons. Wenn man auf das Kamerasymbol klickt, können Fotos zu Kulturdenkmalen aus dieser Liste hochgeladen werden: